# Albert Lutuli
Albert John Lutuli (pogosto tudi Luthuli, znan tudi po Zulu imenu Mvumbi;), Inkosi - poglavar,  afriški učitelj, aktivist, nobelovec, politik, * 1898, † 21. julij 1967. 
Prejel je Nobelovo nagrado za mir leta 1960 za svojo vlogo nenasilnega boja zoper apartheid kot vodja Afriškega nacionalnega kongresa, ki je bila poglavitna organizacija odpora zoper belopolto manjšinsko vlado.

## Zgodnje življenje
Rodil se je protestantskemu misijonarju in njegovi ženi. Oče je kmalu zatem umrl, mati se je vrnila v svoje pleme ob bratu, ki je tedaj postal izvoljen poglavar Zulu kristjanov. Tu se je tudi šolal, nakar je bil poslan na kolidž.
Ko je dokončal učiteljsko šolo, je postal ravnatelj in edini učitelj osnovne podeželske šole Blaauwbosch, Newcastle, v Natalu. Tukaj Lutuli postane tudi birman, postane tudi pridigar metodistične cerkve. Leta 1920 poskrbijo za njegovo nadaljnje usposabljanje za učitelja, ponujajo mu tudi štipendijo in šolnino za nadaljnje delo, a zavrne univerzitetno šolanje zaradi skrbi za svojo mater.
Leta 1928 je postal sekretar Afriške učiteljske zveze in leta 1933 tudi njen predsednik. Bil je dejaven tudi pri misijonarskem delu.

## Plemenski vodja
Leta 1933 so plemenske starešine prosile Lutulija, da postane vodja plemena. Za dve leti se je obotavljal, ampak se odločil sprejeti položaj leta 1936. Ta položaj je ohranil do leta 1953, ko ga je razrešila vlada, a je ohranil položaj neformalno. Naziv je ohranil za preostanek svojega življenja.

## Anti-apartheid aktivist
Leta 1936 je vlada odvzela še zadnjim temnopoltim Afričanom volilno pravico na tem področju. Leta 1948 je nacionalistična stranka, ki je bila pod nadzorom vlade sprejela politiko apartheida (ločenost). Uvedeni so bili zakoni predložitve dokumentov ob prehajanju med različnimi območji.
Leta 1944 se Lutuli pridruži Afriškem nacionalnem kongresu (ANC). Leta 1945 je bil izvoljen v KwaZulu odbor provincionalnega dela kongresa, leta 1951 temu delu tudi predseduje. Leto kasneje se pridruži drugim vodjem kongresa v organizaciji nenasilnega združevanja v protest diskriminatornih zakonov. Vlada zatrjuje nasprotje interesov med položajem poglavarja skupnosti in njegovim delovanjem v Kongresu. Ker zavrne konflikt pri uveljavljanju svojega javnega udejstvovanja, ga vlada odstavi iz položaja poglavarja in predstavnika.
Mesec dni kasneje je Lutuli izvoljen za predsednika Afriškega nacionalnega kongresa, nominira ga tudi sicer pomemben panafriški vodja Potlako Leballo. Vlada se hitro odzove in mu prepoveduje gibanje za naslednji dve leti. Leta 1956 se ponovno odzove po prekinitvi omejitve gibanja in se udeleži konference Kongresa, nakar je kmalu aretiran s skupno 155 drugimi udeleženci. Po skoraj letu pripora je spuščen na prostost brez kazenskega pregona skupaj s 64 sodelavci.

## Prepovedi
Ponovno mu izrečejo prepoved gibanja okoli 15 mi (24 km) okoli doma. Prepoved je bila začasno umaknjena le za pričanja v zvezi z izdajo države in omogočeno potovanje z družino za sprejem Nobelove nagrade za mir leta 1961. Burno se je odzval tudi ob Sharpeville pokolu, ko je uničil svoje dokumente. 
Leta 1962 je bil izvoljen za rektorja Univerze Glasgow med študenti in je ostal na tem položaju do leta 1965. Ker so bila prepovedana potovanja v Glasgow, so ustanovili Luthuli štipendijski sklad  med študenti, ki je omogočil temnopoltemu študenti južne Afrike študij v univerzi Glasgow.
Leta 1962 je izdal avtobiografijo z naslovom Let My People Go. Četrta prepoved gibanja za 5 let je bila izdana maja 1964, da se hkrati izvajajo s tretjo prepovedjo. Julija 1967, v starosti 69 let, je bil Lutuli smrtno ranjen v prometni nesreči v bližini svojega doma v Stangerju. Leto pred smrtjo je vlada ZDA pri uradnem obisku Johna F. Kennedya v Južni Afriki osvetlila težave Kongresa.

## Čaščenje
Lutuli je počaščen s praznikom v cerkvenem koledarju episkopalnih cerkva (ZDA) na 21. julija.